# Basil Rathbone
Philip St. John Basil Rathbone MC, conegut senzillament com a Basil Rathbone (13 de juny de 1892 - 21 de juliol de 1967) va ser un actor anglès. Va assolir protagonisme al Regne Unit com a actor teatral de Shakespeare i va aparèixer en més de 70 pel·lícules, principalment drames de vestuari, espadats i, ocasionalment, pel·lícules de terror.
Rathbone va retratar amb freqüència a vilans suaus o personatges moralment ambigus, com ara Mr. Murdstone a David Copperfield (1935), Tybalt a Romeo and Juliet (1936) i Sir Guy of Gisbourne a Les aventures de Robin Hood (1938). El seu paper més famós va ser el de Sherlock Holmes en catorze pel·lícules de Hollywood realitzades entre 1939 i 1946 i en una sèrie de ràdio. La seva carrera posterior va incloure papers a Broadway, així com treballs autoirònics de cinema i televisió. Va rebre un premi Tony el 1948 com a millor actor en una obra. També va ser nominat a dos premis de l'Acadèmia i va ser honrat amb tres estrelles al Passeig de la Fama de Hollywood.

## Biografia
Rathbone va néixer a Johannesburg, República del Transvaal, de pares britànics. La seva mare, Anna Barbara (de soltera George), era violinista, i el seu pare, Edgar Philip Rathbone, era enginyer de mines i descendent de la família Rathbone de Liverpool. Tenia dos germanastres grans, Harold i Horace, així com dos germans menors, Beatrice i John. Basil era el besnét del conegut filantrop victorià, William Rathbone V i, per tant, un descendent de William Rathbone II.
Els Rathbones van fugir a Gran Bretanya quan Basil tenia tres anys després que el seu pare fos acusat pels bòers de ser un espia després de la incursió de Jameson. Rathbone va assistir a la Repton School de Derbyshire des de 1906 fins a 1910, on va destacar en els esports i els seus companys d'escola li van donar el sobrenom de "Ratters". Després d'això, va ser breument contractat com a empleat d'assegurances per la companyia Liverpool and Globe Insurance Companies, per satisfer el desig del seu pare que tingués una carrera convencional.
El 22 d'abril de 1911, Rathbone va fer la seva primera aparició a l'escenari del Theatre Royal, Ipswich, Suffolk, com Hortensio a The Taming of the Shrew, amb la companyia número 2 del seu cosí Sir Frank Benson, sota la direcció d'Henry Herbert. L'octubre de 1912 va marxar als Estats Units amb la companyia de Benson, interpretant papers com Paris a Romeu i Julieta, Fenton a Les alegres comares de Windsor, i Silvius a As You Like It. Tornant a Gran Bretanya, va fer la seva primera aparició a Londres al Savoy Theatre el 9 de juliol de 1914, com Finch a The Sin of David. Aquell desembre, va aparèixer al Shaftesbury Theatre com el Delfí a Enric V. Durant el 1915, va fer una gira amb Benson i va aparèixer amb ell al Court Theatre de Londres al desembre com Lysander a A Midsummer Night's Dream.

### Servei militar
Durant la Primera Guerra Mundial, Rathbone va ser cridat a files el 1915 a través del Derby Scheme a l'exèrcit britànic com a soldat ras amb el London Scottish Regiment, unint-se a un regiment que també incloïa els seus futurs contemporanis d'actuació professional Claude Rains, Herbert Marshall i Ronald Colman en diferents moments a través del conflicte. Després d'un entrenament bàsic amb els London Scots a principis de 1916, va rebre una comissió com a tinent al 2/10è Batalló del Regiment de Liverpool del Rei (Liverpool Scottish), on va exercir com a oficial d'intel·ligència i va assolir el grau de capità. Rathbone va ser dues vegades el campió d'esgrima de l'exèrcit britànic, una habilitat que li va servir molt a les pel·lícules i que fins i tot li va permetre ensenyar l'esgrima als actors Errol Flynn i Tyrone Power. El germà petit de Rathbone, John, va caure en acció el 4 de juny de 1918. El 2012 es van publicar dues cartes que Rathbone va escriure a la seva família mentre servia al front occidental. Un revela l'angoixa i la ràbia que va sentir després de la mort del seu germà, Joan:
| «                         | Vull dir-vos que tinguen en compte el seu lloc. Penso en la seva ridícula creença que tot aniria bé, en el seu somriure sempre esperançador, i vull senyalar-lo com un ximple. No tenia per què deixar-ho passar i m'enfada que mai no li ho pugui dir, ni canviar-ho ni portar-lo de tornada. No puc pensar en ell sense estar consumit per la ira contra ell per haver estat mort i més enllà de qualsevol cosa que pugui fer-li. | » |
| — — 26 de juliol de 1918< | |   |

Després de la mort del seu germà, en Rathbone sembla que no li preocupaven els perills de servir al front. L'autor Richard Van Emden a Famous 1914–18 especula que la seva valentia extrema podria haver estat una forma de culpa o necessitat de venjança.Va persuadir els seus superiors perquè li permetessin explorar les posicions enemigues durant el dia en lloc de la nit, com era la pràctica habitual per minimitzar les possibilitats de detecció. Rathbone portava un vestit de camuflatge especial que s'assemblava a un arbre amb una corona de fullatge acabat d'arrancar al cap amb suro cremat aplicat a les mans i a la cara. Com a resultat d'aquestes missions de reconeixement a la llum del dia molt perilloses el setembre de 1918, se li va concedir la Creu Militar per "atreviment conspicu i recurs en patrulla".

### Carrera

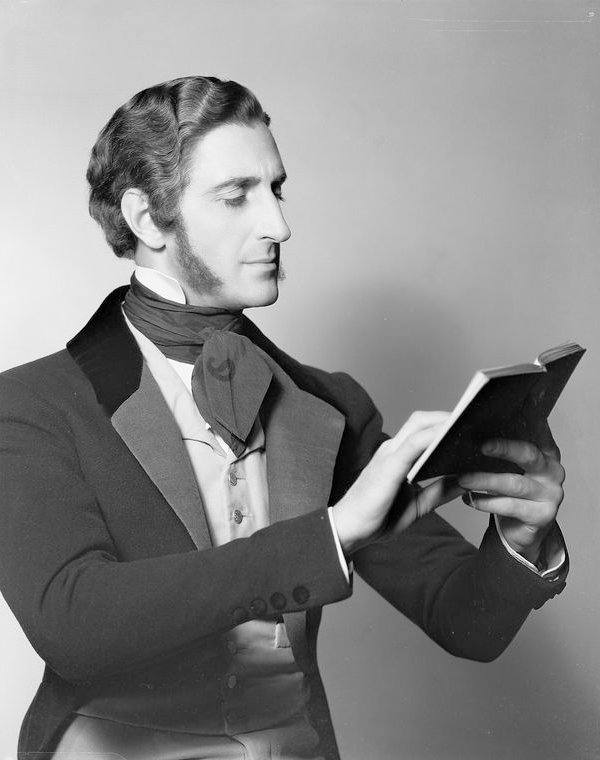
Rathbone com Robert Browning a la producció gira de 1933-1934 de Katharine Cornell The Barretts of Wimpole Street

Durant el Festival d'estiu de 1919, va aparèixer a Stratford-upon-Avon amb la New Shakespeare Company interpretant Romeo, Cassius, Ferdinand a The Tempest i Florizel a The Winter's Tale; a l'octubre va estar al Queen's Theatre de Londres com a ajudant de camp a Napoleon, i el febrer de 1920 va estar al Savoy Theatre en el paper principal de Peter Ibbetson amb gran èxit.
Durant la dècada de 1920, Rathbone va aparèixer regularment en papers de Shakespeare i altres a l'escenari britànic. Va començar a viatjar i va aparèixer al Cort Theatre de Nova York l'octubre de 1923 en una producció de l'obra de Molnár El cigne al costat d'Eva Le Gallienne, que el va convertir en una estrella a Broadway. Va fer una gira als Estats Units el 1925, apareixent a San Francisco al maig i al Lyceum Theatre de Nova York, a l'octubre. Va estar de nou als Estats Units el 1927 i el 1930 i de nou el 1931, quan va aparèixer a l'escenari amb Ethel Barrymore. Va continuar la seva carrera escènica a Gran Bretanya, tornant a finals de 1934 als EUA, on va aparèixer amb Katharine Cornell en diverses obres de teatre.
Rathbone va ser arrestat una vegada el 1926 juntament amb tots els altres membres del repartiment de The Captive,, una obra en què la dona del seu personatge el deixava per una altra dona. Tot i que finalment es van retirar els càrrecs, Rathbone estava molt enfadat amb la censura perquè creia que l'homosexualitat havia de ser revelada (ell mateix era homosexual.

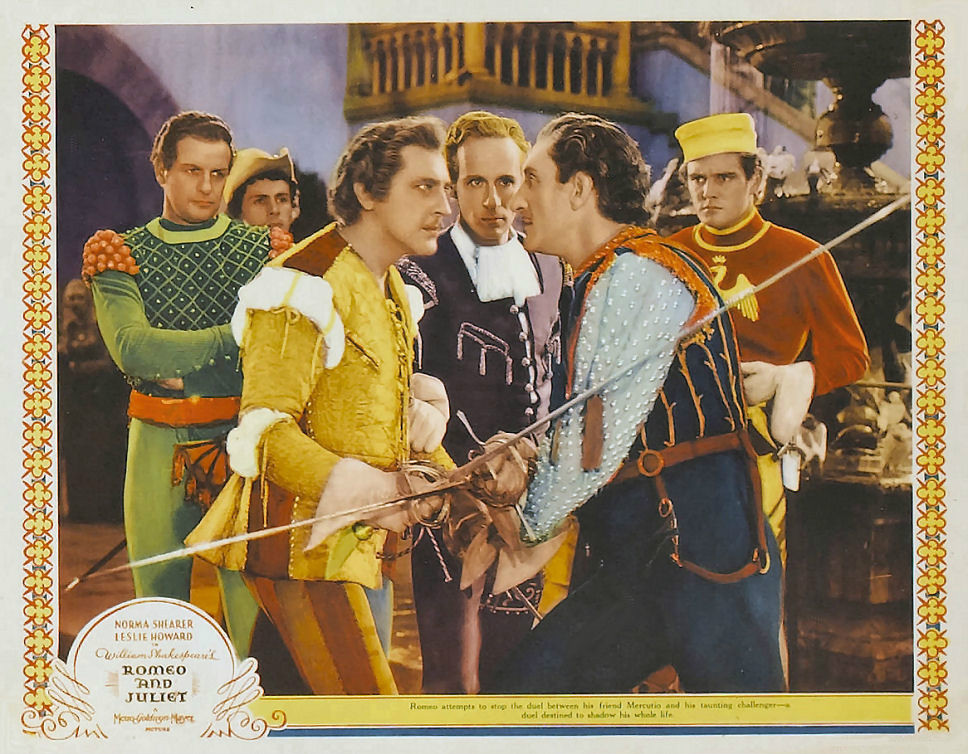
Amb John Barrymore i Leslie Howard a Romeo and Juliet, 1936

Va començar la seva carrera cinematogràfica l'any 1921 en pel·lícules mudes i va aparèixer a "School for Scandal" de 1923 i a The Masked Bride, a més d'alguns altres silencis. Va interpretar el detectiu Philo Vance a la pel·lícula de 1930 The Bishop Murder Case, basada en la novel·la més venuda. A la pel·lícula hi ha una referència casual a Sherlock Holmes. Com George Sanders i Vincent Price després d'ell, Rathbone es va fer un nom a la dècada de 1930 interpretant a vilans suaus en drames de vestuari i espadats, inclòs David Copperfield (1935) com el padrastre abusiu Mr. Murdstone; Anna Karenina (1935) com el seu marit llunyà, Karenin; The Last Days of Pompeii (1935) com a Ponç Pilat; El capità Blood (1935); A Tale of Two Cities (1935), com el marquès St. Evremonde; Les aventures de Robin Hood (1938) interpretant el seu vilà més recordat, Sir Guy de Gisbourne; Les aventures de Marco Polo (1938); i The Mark of Zorro (1940) com el capità Esteban Pasquale. També va aparèixer en diverses pel·lícules de terror primerenques: Tower of London (1939), com a Ricard III, i Son of Frankenstein (1939), interpretant el cirurgià dedicat Baron Wolf von Frankenstein, fill del creador de monstres. El 1949, també va ser el narrador del segment "The Wind in the Willows" del llargmetratge d'animació de Disney, The Adventures of Ichabod and Mr. Toad.
Era admirat per la seva esgrima atlètica de cinema (va enumerar l'esgrima entre les seves recreacions preferides). Va lluitar i va perdre contra Errol Flynn en un duel a la platja a El capità Blood i en una elaborada seqüència de lluita a Les aventures de Robin Hood. També va participar en lluites d'espases notables a Tower of London, The Mark of Zorro, i The Court Jester (1956). Malgrat la seva habilitat per a la vida real, Rathbone només va guanyar dues vegades a la pantalla, contra John Barrymore a Romeo and Juliet (1936) i contra Eugene Pallette a The Mark of Zorro (1940). Rathbone va ser nominat a l'Oscar al millor actor secundari per les seves interpretacions com Tybalt a Romeo and Juliet (1936) i com a rei Lluís XI a If I Were King (1938), una actuació còmica veritablement notable com el rei astut. A The Dawn Patrol (1938), va interpretar un dels seus pocs papers heroics a la dècada de 1930, com a comandant d'esquadró del Royal Flying Corps (RFC) portat a la vora d'una crisi nerviosa per la tensió i la culpa d'enviar els seus pilots cansats de la batalla i a una mort gairebé segura als cels de França de 1915. Errol Flynn, l'enemic perenne de Rathbone, va protagonitzar la pel·lícula com el seu successor quan el personatge de Rathbone era promogut.
Segons la llegenda de Hollywood, Rathbone va ser la primera opció de Margaret Mitchell per interpretar a Rhett Butler a la versió cinematogràfica de la seva novel·la Gone with the Wind. La fiabilitat d'aquesta història pot ser sospita, però, ja que en una altra ocasió Mitchell va triar Groucho Marx i a l'Ànec Donald per al paper. Rathbone va fer campanya activa pel paper.
Malgrat el seu èxit cinematogràfic, Rathbone sempre va insistir que desitjava ser recordat per la seva carrera escènica. Va dir que el seu paper preferit era Romeo.

### Les pel·lícules de Sherlock Holmes

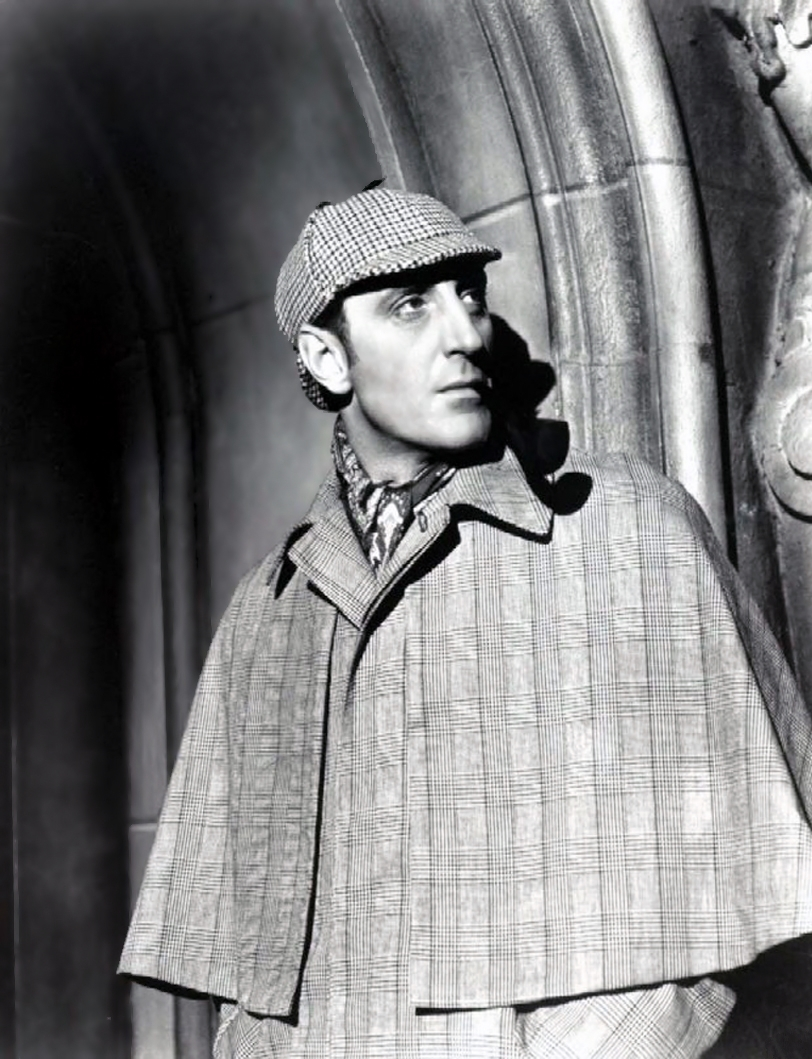
Basil Rathbone com Sherlock Holmes

Rathbone és més reconegut per les seves nombroses representacions de Sherlock Holmes. En una entrevista de ràdio, Rathbone va recordar que el productor i director de la Twentieth Century-Fox Gene Markey, dinant amb el productor-director-actor Gregory Ratoff i el magnat de la 20th Century-Fox Daryl Zanuck al Lucey's Restaurant a Hollywood, va proposar una versió cinematogràfica de El gos dels Baskerville de Sir Arthur Conan Doyle. Quan se li va preguntar qui podria interpretar a Holmes, Markey va respondre incrèdul "Qui?! Basil Rathbone!" La pel·lícula va tenir tant d'èxit que Fox va produir una seqüela que va aparèixer més tard el 1939. L'interès per Holmes es va refredar a Fox, però Universal Pictures va recollir el personatge, i es van fer 12 llargmetratges entre 1941 i 1944 per a l'estrena fins al 1947, totes elles protagonitzades per Nigel Bruce com el Dr. Watson.
Les dues primeres pel·lícules, The Hound of the Baskervilles i The Adventures of Sherlock Holmes (ambdues produïdes per Fox l'any 1939), es van situar a finals de l'època victoriana de les històries originals. Les entregues posteriors, produïdes per Universal, començant amb Sherlock Holmes and the Voice of Terror (1942), es van situar en l'època contemporània, i les tres anteriors tenien trames relacionades amb la Segona Guerra Mundial.
Simultàniament amb les pel·lícules, Rathbone i Bruce van repetir els seus papers cinematogràfics a la sèrie de ràdio The New Adventures of Sherlock Holmes, que va començar l'octubre de 1939. Rathbone va aparèixer a la sèrie de ràdio mentre la sèrie de pel·lícules va estar activa, però després que les pel·lícules van caure en 1946, Rathbone va cedir la seva part de ràdio a Tom Conway. Conway i Bruce van continuar amb la sèrie durant dues temporades, fins que tots dos van abandonar el juliol de 1947.
Les moltes seqüeles de Holmes van tipificar a Rathbone, i ell no va poder alliberar-se de l'ombra del Gran Detectiu tot i que apareixia en altres papers cinematogràfics. Ressentint-se de la tipografia, Rathbone es va negar a renovar el seu contracte a la Metro-Goldwyn-Mayer i va tornar a Broadway. En anys posteriors, Rathbone va formar de bon grat l'associació Holmes, com en un sketch de televisió amb Milton Berle a principis dels anys 50, en què es va posar la gorra deerstalker i la capa Inverness. A la dècada de 1960, vestit de Holmes, va aparèixer en una sèrie d'anuncis de televisió per a Getz Exterminators ("Getz els aconsegueix, des de 1888!").
Rathbone també va portar Holmes a l'escenari en una obra escrita per la seva dona Ouida. Thomas Gomez, que havia aparegut com a líder nazi a Sherlock Holmes and the Voice of Terror, va interpretar el dolent professor Moriarty. Nigel Bruce estava programat per interpretar el doctor Watson una vegada més, però es va posar massa malalt i el paper va ser interpretat per l'actor de personatges Jack Raine. L'absència de Bruce va deprimir a Rathbone, sobretot després que Bruce morís el 8 d'octubre de 1953, mentre l'obra estava en assajos. L'obra només va durar tres funcions.

### Carrera posterior
A la dècada de 1950, Rathbone va aparèixer en dues paròdies dels seus anteriors vilans: Casanova's Big Night (1954) al costat de Bob Hope i The Court Jester (1956) amb Danny Kaye. Va aparèixer amb freqüència en programes de jocs de televisió i va continuar apareixent en pel·lícules importants, com ara la comèdia de Humphrey Bogart We're No Angels (1955) i el drama polític de John Ford The Last Hurrah (1958).
Rathbone també va aparèixer a Broadway nombroses vegades. El 1948, va guanyar un premi Tony al millor actor per la seva interpretació de l'inflexible Dr. Austin Sloper a la producció original de The Heiress, que presentava a Wendy Hiller com la seva tímida i soltera filla. També va rebre elogis per la seva interpretació a J.B., d'Archibald Macleish, una modernització dels judicis bíblics de Job.
Durant les dècades de 1950 i 1960, va continuar apareixent en diversos programes d'antologia digna a la televisió. Per donar suport als gustos luxosos de la seva segona dona, va aparèixer com a panelista al programa de televisió The Name's the Same (el 1954) i va fer papers en thrillers de pel·lícules barates de molt menys qualitat, com The Black Sleep (1956), Queen of Blood (1966), The Ghost in the Invisible Bikini (1966, on el personatge "Eric Von Zipper" interpretat per Harvey Lembeck fa broma dient "That guy looks like Sherlock Holmes" ("Aquest paio sembla en Sherlock Holmes"), Hillbillys in a Haunted House (1967, també amb Lon Chaney Jr i John Carradine), i el seu darrer treball cinematogràfic, una pel·lícula de terror de baix pressupost anomenada Autopsy of a Ghost (1968).
També és conegut pels seus enregistraments de narracions, inclosa la seva interpretació de "The Night Before Christmas" de Clement C. Moore. Les lectures de Rathbone de les històries i poemes d'Edgar Allan Poe es recullen juntament amb les lectures de Vincent Price a The Edgar Allan Poe Audio Collection de Caedmon Audio en CD.
En quatre àlbums de Caedmon, Rathbone va revisar la seva caracterització de Sherlock Holmes. El primer, "The Speckled Band" (Caedmon Records TC 1172, gravat el 1963), és una narració directa del conte. A la resta, canvia la seva veu per a cada personatge, inclosa una interpretació de Nigel Bruce com el Dr. Watson.
Rathbone també va fer molts altres enregistraments, com ara Oliver Twist, Pere i el llop de Prokofiev (amb Leopold Stokowski dirigint), i A Christmas Carol de Charles Dickens.
A la televisió, va aparèixer en dues versions musicals d'A Christmas Carol de Dickens : una l'any 1954, en la qual va interpretar el fantasma de Marley al costat de Fredric March com Scrooge, i la versió original d'acció en directe de 1956 de The Stingiest Man In Town, en la qual va protagonitzar. com un Ebenezer Scrooge cantant.
A la dècada de 1960, va girar amb un espectacle individual titulat (com la seva autobiografia) In and Out of Character. En aquest espectacle, va recitar poesia i Shakespeare, a més de donar reminiscències de la seva vida i carrera (per exemple, l'humorós, "Podria haver matat Errol Flynn en qualsevol moment que volgués!"). Com a bis, va recitar "221B", un poema escrit per l'escriptor i crític Vincent Starrett, un dels membres preeminents dels Irregulars de Baker Street a qui Rathbone tenia en gran estima.
Vincent Price i Rathbone van aparèixer junts, juntament amb Boris Karloff, a Tower of London (1939) i The Comedy of Terrors (1963). Aquesta última va ser l'única pel·lícula que va incloure els "Big Four" de les pel·lícules de terror d'American International Pictures: Price, Rathbone, Karloff i Peter Lorre. Rathbone va aparèixer amb Price al segment final de la pel·lícula antologia de Roger Corman de 1962 Tales of Terror, una fluixa dramatització de "La veritat sobre el cas del Sr. Valdemar" de Poe.
El 1965, Belmont Books va publicar l'antologia Basil Rathbone Selects Strange Tales, una col·lecció d'històries de terror de Poe, Hawthorne, Bulwer-Lytton, Charles Dickens, Allston Collins, Le Fanu i Wilkie Collins. El volum presenta un retrat de portada de Rathbone; tanmateix, la llegenda de la contraportada "Produced by Lyle Kenyon Engel" indica que l'antologia probablement no va ser editada per Rathbone. L'editor canadenc i empaquetador de llibres Engel va empaquetar espectacles i revistes per a altres estrelles del terror, inclòs Boris Karloff.
Basil Rathbone té tres estrelles al Passeig de la Fama de Hollywood: una pel cinema al 6549 Hollywood Boulevard; un per la ràdio al 6300 Hollywood Boulevard; i un per la televisió al 6915 Hollywood Boulevard a Hollywood.

## Vida personal

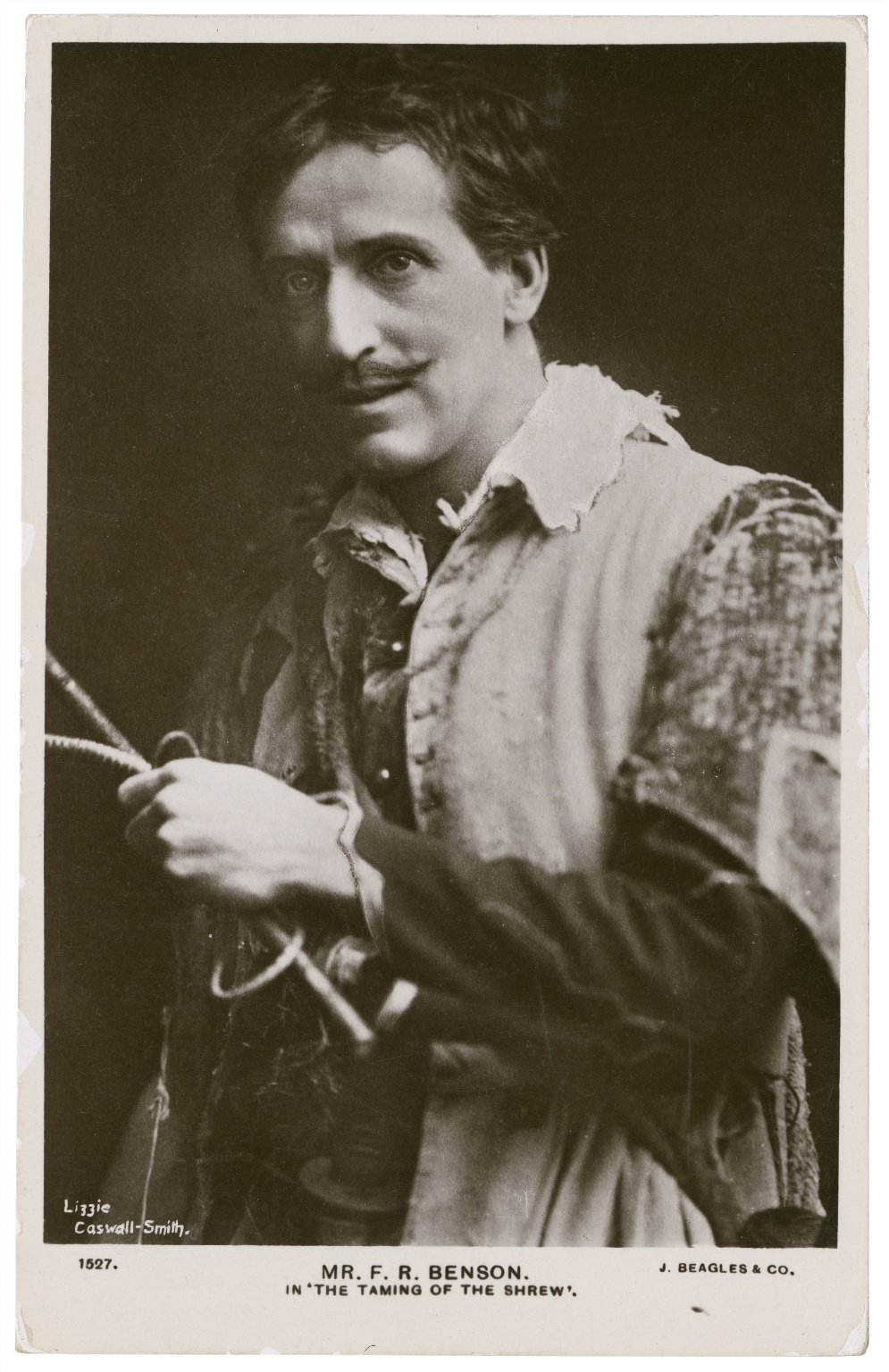
Fotografia de Frank Benson com a Petruchio, d'una actuació de 1911 de The Taming of the Shrew

Rathbone es va casar amb l'actriu Ethel Marion Foreman (1887–1976) el 1914. Van tenir un fill, Rodion Rathbone (1915–1996), que va tenir una breu carrera a Hollywood sota el nom de John Rodion. La parella es va divorciar l'any 1926. El mateix any, es va casar amb l'escriptora Ouida Bergère; la parella va adoptar una filla, Cynthia Rathbone (1939–1969). El seu nadó de naixement havia mort uns 11 anys abans. L'actor nord-americà Jackson Rathbone és una relació llunyana.
Basil Rathbone va ser un cosí germà de la diputada independent britànica Eleanor Rathbone. Era el cosí de l'actor Frank Benson, amb qui s'assemblava molt.
Durant la carrera de Rathbone a Hollywood, Ouida Rathbone, que també era la directora de negocis del seu marit, va desenvolupar la reputació d'organitzar festes elaborades i cares a casa seva, amb moltes persones destacades i influents a les llistes de convidats. Aquesta tendència va inspirar una broma a The Ghost Breakers (1940), una pel·lícula en la qual no apareix Rathbone: Durant una tremenda tempesta a la ciutat de Nova York, Bob Hope observa que "Basil Rathbone ha de fer una festa". L'actriu Patrick Campbell va descriure Rathbone com "dos perfils enganxats junts". Tal com es cita a la mateixa autobiografia, la senyora Campbell més tard es va referir a ell com "un paraigua plegat prenent lliçons d'elocució".
Va ser un devot episcopalià i membre del Gremi d'Actors Episcopals.

### Mort
Rathbone va morir sobtadament d'un atac de cor a la ciutat de Nova York el 21 de juliol de 1967 a l'edat de 75 anys. El seu cos va ser enterrat en una cripta al mausoleu Shrine of Memories al cementiri de Ferncliff a Hartsdale, Nova York.

## Crèdits professionals

### Filmografia
| Year                                    | Title                                                      | Role                                  | Notes                                                                                       |
| --------------------------------------- | ---------------------------------------------------------- | ------------------------------------- | ------------------------------------------------------------------------------------------- |
| 1921                                    | Innocent                                                   | Amadis de Jocelyn                     |                                                                                             |
| 1921                                    | The Fruitful Vine                                          | Don Cesare Carelli                    |                                                                                             |
| 1923                                    | The School for Scandal                                     | Joseph Surface                        |                                                                                             |
| 1923                                    | The Loves of Mary, Queen of Scots                          | Undetermined role                     | No apareix als crèdits                                                                      |
| 1924                                    | Trouping with Ellen                                        | Tony Winterslip                       | Pel·lícula perduda                                                                          |
| 1925                                    | The Masked Bride                                           | Antoine                               | Pel·lícula perduda                                                                          |
| 1926                                    | The Great Deception                                        | Rizzio                                | Pel·lícula perduda                                                                          |
| 1929                                    | The Last of Mrs. Cheyney                                   | Lord Arthur Dilling                   |                                                                                             |
| 1930                                    | The Bishop Murder Case                                     | Philo Vance                           |                                                                                             |
| 1930                                    | This Mad World                                             | Paul Parisot                          |                                                                                             |
| 1930                                    | A Notorious Affair                                         | Paul Gherardi                         |                                                                                             |
| 1930                                    | The Flirting Widow                                         | Colonel John "Johnny" Vaughn-Smith    |                                                                                             |
| 1930                                    | The Lady of Scandal                                        | Edward, Duke of Warrington            |                                                                                             |
| 1930                                    | The Lady Surrenders                                        | Carl Vandry                           |                                                                                             |
| 1930                                    | Sin Takes a Holiday                                        | Reginald "Reggie" Durant              |                                                                                             |
| 1932                                    | A Woman Commands                                           | Capt. Alex Pastitsch                  |                                                                                             |
| 1932                                    | After the Ball                                             | Jack Harrowby                         |                                                                                             |
| 1933                                    | One Precious Year                                          | Derek Nagel                           |                                                                                             |
| 1933                                    | Loyalties                                                  | Ferdinand de Levis                    |                                                                                             |
| 1935                                    | David Copperfield                                          | Mr. Murdstone                         |                                                                                             |
| 1935                                    | Anna Karenina                                              | Karenin                               |                                                                                             |
| 1935                                    | The Last Days of Pompeii                                   | Pontius Pilate                        |                                                                                             |
| 1935                                    | A Feather in Her Hat                                       | Captain Randolph Courtney             |                                                                                             |
| 1935                                    | Kind Lady                                                  | Henry Abbott                          |                                                                                             |
| 1935                                    | A Tale of Two Cities                                       | Marquis St. Evremonde                 |                                                                                             |
| 1935                                    | El capità Blood (Captain Blood)                            | Levasseur                             |                                                                                             |
| 1936                                    | Private Number                                             | Thomas Wroxton                        |                                                                                             |
| 1936                                    | Romeo and Juliet                                           | Tybalt – Nephew to Lady Capulet       | Nominat — Oscar al millor actor secundari                                                   |
| 1936                                    | The Garden of Allah                                        | Comte Ferdinand Anteoni               |                                                                                             |
| 1937                                    | Love from a Stranger                                       | Gerald Lovell                         |                                                                                             |
| 1937                                    | Confession                                                 | Michael Michailow, aka Michael Koslov |                                                                                             |
| 1937                                    | Make a Wish                                                | Johnny Selden                         |                                                                                             |
| 1937                                    | Tovarich                                                   | Commissar Dimitri Gorotchenko         |                                                                                             |
| 1938                                    | Les aventures de Marco Polo (The Adventures of Marco Polo) | Ahmed                                 |                                                                                             |
| 1938                                    | Les aventures de Robin Hood (The Adventures of Robin Hood) | Sir Guy of Gisbourne                  |                                                                                             |
| 1938                                    | If I Were King                                             | King Louis XI                         | Nominat — Oscar al millor actor secundari                                                   |
| 1938                                    | The Dawn Patrol                                            | Major Brand                           |                                                                                             |
| 1939                                    | Son of Frankenstein                                        | Baró Wolf von Frankenstein            |                                                                                             |
| 1939                                    | The Hound of the Baskervilles                              | Sherlock Holmes                       |                                                                                             |
| 1939                                    | The Sun Never Sets                                         | Clive Randolph                        |                                                                                             |
| 1939                                    | The Adventures of Sherlock Holmes                          | Sherlock Holmes                       |                                                                                             |
| 1939                                    | Rio                                                        | Paul Reynard                          |                                                                                             |
| 1939                                    | Tower of London                                            | Richard – Duke of Gloucester          |                                                                                             |
| 1940                                    | Rhythm on the River                                        | Oliver Courtney                       |                                                                                             |
| 1940                                    | The Mark of Zorro                                          | Captain Esteban Pasquale              |                                                                                             |
| 1941                                    | The Mad Doctor                                             | Dr. George Sebastian                  | Segons IMDb, va ser estrenada a Mèxic el 9 de novembre de 1940.                             |
| 1941                                    | The Black Cat                                              | Montague Hartley                      |                                                                                             |
| 1941                                    | International Lady                                         | Reggie Oliver                         |                                                                                             |
| 1941                                    | Paris Calling                                              | Andre Benoit                          |                                                                                             |
| 1942                                    | Fingers at the Window                                      | Cesar Ferrari, alias Dr. H. Santelle  |                                                                                             |
| 1942                                    | Crossroads                                                 | Henri Sarrou                          |                                                                                             |
| 1942                                    | Sherlock Holmes and the Voice of Terror                    | Sherlock Holmes                       |                                                                                             |
| 1942                                    | Sherlock Holmes and the Secret Weapon                      | Sherlock Holmes                       |                                                                                             |
| 1943                                    | Sherlock Holmes in Washington                              | Sherlock Holmes                       |                                                                                             |
| 1943                                    | Per damunt de la sospita (Above Suspicion)                 | Sig von Aschenhausen                  |                                                                                             |
| 1943                                    | Sherlock Holmes Faces Death                                | Sherlock Holmes                       |                                                                                             |
| 1943                                    | Crazy House                                                | Sherlock Holmes                       | Cameo                                                                                       |
| 1943                                    | The Spider Woman                                           | Sherlock Holmes                       |                                                                                             |
| 1944                                    |                                                            |                                       |                                                                                             |
| Bathing Beauty                          | George Adams                                               |                                       |                                                                                             |
| The Pearl of Death                      | Sherlock Holmes                                            |                                       |                                                                                             |
| The Scarlet Claw                        | Sherlock Holmes                                            |                                       |                                                                                             |
| La cala del francès (Frenchman's Creek) | Lord Rockingham                                            |                                       |                                                                                             |
| 1945                                    | The House of Fear                                          | Sherlock Holmes                       |                                                                                             |
| 1945                                    | Sherlock Holmes i la dona de verd (The Woman in Green)     | Sherlock Holmes                       |                                                                                             |
| 1945                                    | Pursuit to Algiers                                         | Sherlock Holmes                       |                                                                                             |
| 1946                                    | Sherlock Holmes: Nit de terror (Terror by Night)           | Sherlock Holmes                       |                                                                                             |
| 1946                                    | Heartbeat                                                  | Professor Aristide                    |                                                                                             |
| 1946                                    | Dressed to Kill                                            | Sherlock Holmes                       |                                                                                             |
| 1949                                    | The Adventures of Ichabod and Mr. Toad                     | Narrator                              | segment de "The Wind in the Willows"                                                        |
| 1953                                    | Season's Greetings                                         |                                       | TV movie                                                                                    |
| 1954                                    | La gran nit de Casanova (Casanova's Big Night)             | Lucio / Narrator                      |                                                                                             |
| 1954                                    | A Christmas Carol                                          | Jacob Marley.                         | Episodi de Shower of Stars                                                                  |
| 1954                                    | The General's Boots                                        | General Lee                           | Episodi de Schlitz Playhouse                                                                |
| 1955                                    | We're No Angels                                            | Andre Trochard                        |                                                                                             |
| 1955                                    | Svengali and the Blonde                                    | Svengali                              | TV movie                                                                                    |
| 1955                                    | The Court Jester                                           | Sir Ravenhurst                        |                                                                                             |
| 1956                                    | The Black Sleep                                            | Sir Joel Cadman                       |                                                                                             |
|                                         | The Stingiest Man in Town                                  | Ebeneezer Scrooge.                    |                                                                                             |
| 1957                                    | The Lark                                                   | Chief Inquisitor                      | TV movie                                                                                    |
| 1958                                    | Hans Brinker and the Silver Skates                         | Dr. Boekman                           | TV movie                                                                                    |
| 1958                                    | The Last Hurrah                                            | Norman Cass, Sr.                      |                                                                                             |
| 1961                                    | Victoria Regina                                            | Benjamin Disraeli                     | Adaptació televisiva de Hallmark Hall of Fame de l'obra de Laurence Housman Victoria Regina |
| 1961                                    | The Black Cat                                              | Voices                                | Curtmetratge                                                                                |
| 1961                                    | Mystic Prophecies and Nostradamus                          | Narrator                              |                                                                                             |
| 1962                                    | L'espasa màgica (The Magic Sword)                          | Lodac                                 |                                                                                             |
| 1962                                    | Ponzio Pilato                                              | Caiaphas                              |                                                                                             |
| 1962                                    | Tales of Terror                                            | Carmichael                            | segment "The Facts in the Case of M. Valdemar"                                              |
| 1962                                    | Two Before Zero (aka Red Hell)                             | Narrator                              |                                                                                             |
| 1963                                    | The Comedy of Terrors                                      | John F. Black, Esq.                   |                                                                                             |
| 1965                                    | Voyage to the Prehistoric Planet                           | Prof. Hartman, Lunar 7                |                                                                                             |
| 1965                                    | Dr. Rock and Mr. Roll                                      |                                       |                                                                                             |
| 1966                                    | Queen of Blood                                             | Dr. Farraday                          |                                                                                             |
| 1966                                    | The Ghost in the Invisible Bikini                          | Reginald Ripper                       |                                                                                             |
| 1967                                    | Hillbillys in a Haunted House                              | Gregor                                | darrera pel·lícula estrenada durant la seva vida                                            |
| 1968                                    | Autopsia de un fantasma                                    | Canuto Perez                          | darrera pel·lícula realitzada, estrenada pòstumament                                        |
| 1986                                    | Bàsil, el ratolí detectiu (The Great Mouse Detective)      | Sherlock Holmes                       | so d'arxiu, estrenada postumamnt                                                            |

## Aparicions radiofòniques
| Any       | Programa                              | Episodi/Font             |
| --------- | ------------------------------------- | ------------------------ |
| 1937      | Lux Radio Theatre                     | El capità Blood          |
| 1939–1946 | The New Adventures of Sherlock Holmes |                          |
| 1943      | Lux Radio Theatre                     | The Phantom Of The Opera |
| 1949      | Tales of Fatima                       |                          |
| 1952      | Theatre Guild on the Air              | Oliver Twist             |
| 1952      | Theatre Guild on the Air              | The Winslow Boy          |

## Premis i nominacions
| Any  | Premi       | Categoria                             | nominat          | Resultat  |
| ---- | ----------- | ------------------------------------- | ---------------- | --------- |
| 1936 | Premi Oscar | Millor actor secundari                | Romeo and Juliet | Nominat   |
| 1938 | Premi Oscar | Millor actor secundari                | If I Were King   | Nominat   |
| 1948 | Premi Tony  | Millor actor protagonista en una obra | The Heiress      | Guanyador |